# Arrowsmith (film)
Pour les articles homonymes, voir Arrowsmith.
Pour plus de détails, voir Fiche technique et Distribution.
Arrowsmith est un film américain réalisé par John Ford, sorti en 1931. Il s'agit d'une adaptation du roman Arrowsmith de Sinclair Lewis.
Le film suit un jeune médecin qui lutte contre la peste aux Indes Occidentales Néerlandaises.

## Synopsis
Martin Arrowsmith, un jeune étudiant idéaliste en médecine, se présente avec assurance au Dr Max Gottlieb, un bactériologiste réputé. Bien que Gottlieb estime qu'Arrowsmith n'est pas encore prêt à étudier avec lui, il est impressionné par la détermination et l'honnêteté du jeune homme et l'encourage à suivre d'abord le cours standard. Lorsque Arrowsmith obtient son diplôme, Gottlieb lui offre un poste d'assistant de recherche mais le jeune homme refuse à contrecœur, car il est tombé amoureux d'une infirmière, Leora. Il serait incapable de la faire vivre avec le maigre salaire d'un assistant de recherche. Il se marie et le couple s'installe dans la ville rurale de Leora, dans le Dakota du Sud.
Insatisfait des vicissitudes de sa pratique médicale, il est attiré par un ancien client, qui lui fait traverser la frontière pour se lancer dans la médecine vétérinaire. Il va ainsi s'occuper de vaches qui meurent sans vrai raison apparente. Déterminé à trouver son propre remède, il mène des recherches scientifiques dans sa cuisine et finit par mettre au point un sérum efficace. Revigoré, il décide d'abandonner son cabinet et de rejoindre Gottlieb en tant que chercheur à l'Institut McGurk de New York, réputé et extrêmement bien financé. Pendant ce temps, sa femme fait une fausse couche et ne peut plus avoir d'enfant, elle décide donc se consacre à la carrière de son mari.
Après deux années au McGurk, Arrowsmith découvre par hasard un sérum antibiotique dont il ne compends ni la fabrication ni le fonctionnement, si ce n'est sa capacité à tuer au moins un type de germe. Il est rapidement capable de le reproduire et afin d'étudier son efficacité sur d'autres microbes, il est envoyé aux Antilles, où une virulente épidémie de peste bubonique s'est déclarée. Par coïncidence, il fait équipe avec un conférencier suédois populaire sur les héros de la santé, qu'il a rencontré lorsqu'il était encore dans le Dakota du Sud, le Dr Gustav Sondelius. Ce dernier est extrêmement enthousiaste à propos de l'équipe et des perspectives du sérum pour aider à guérir la maladie. Arrowsmith est accompagné de sa femmen bien qu'il craigne pour sa sécurité.
Arrowsmith a reçu des instructions strictes de Gottlieb pour employer la méthode scientifique dans ses efforts, menant une étude en aveugle en administrant le sérum à une moitié de ses patients et une injection placebo à l'autre. En apprenant cela, le gouverneur des Antilles, Sir Robert Fairland, refuse de l'autoriser à poursuivre son travail. Pour sortir de l'impasse, le docteur Oliver Marchand suggère à Arrowsmith de mener son expérience dans une communauté reculée d'une île voisine où l'infection est endémique. Arrowsmith accepte, insistant pour que sa femme reste sur place pour sa propre protection. L'étude commence et parmi ceux qui cherchent à se faire inoculer le sérum d'Arrowsmith se trouve Mme Joyce Lanyon, une mondaine new-yorkaise échouée sur l'île. Ils sont attirés l'un par l'autre mais leur liaison ultérieure n'est qu'indirectement évoquée.
Sondelius contracte la maladie et dans son agonie, il supplie Arrowsmith d'abandonner le protocole scientifique et de sauver autant de vies que possible. Inquiet du bien-être de sa femme, Arrowsmith demande à Marchand de venir la voir à son retour sur l'île principale mais son collègue meurt au téléphone avant d'avoir pu faire son rapport. Arrowsmith rentre chez lui en courant mais il trouve sn épouse morte. Dans un délire alcoolisé, il donne le sérum à tous, sauvant ainsi les Indes de la peste. À son retour à New York, il est acclamé par la presse du pays et fêté par le Dr Tubbs, directeur de l'Institut McGurk, qui cherche à profiter de la gloire d'Arrowsmith. Au lieu de cela, Arrowsmith se précipite directement chez Gottlieb.
Désespéré d'avoir à expliquer son abandon des principes de la recherche et le mandat spécifique de son mentor de faire avancer la science plutôt que de pratiquer la médecine, Arrowsmith découvre que Gottlieb a eu une attaque, est insensible et proche de la mort. Dégoûté par tout ce qui se passe, son ami et collègue Terry Wickett, un chimiste éminent de l'Institut, annonce brusquement qu'il quitte l'Institut pour créer son propre laboratoire et se consacrer à la science. Tournant le dos à l'adulation du public, à une promotion et à une grosse augmentation de salaire, Arrowsmith démissionne pour rejoindre les forces de Wickett. 
Joyce Lanyon apparaît, cherchant à raviver leur relation mais il la rejette pour se consacrer à sa carrière.

## Fiche technique
- Titre : Arrowsmith
- Réalisation : John Ford
- Assistants réalisateurs : H. Bruce Humberstone et Bert Sutch
- Scénario : Sidney Howard d'après le roman de Sinclair Lewis
- Photographie : Ray June
- Montage : Hugh Bennett
- Musique : Alfred Newman
- Producteurs : Samuel Goldwyn et Arthur Hornblow Jr.
- Sociétés de production : John Ford Productions, Samuel Goldwyn Productions
- Société de distribution : United Artists
- Pays de production :  États-Unis
- Langue de tournage : anglais
- Format : Noir et blanc - Mono - 35 mm
- Genre : Drame
- Durée : 108 minutes
- Date de sortie : 1931

## Distribution
- Ronald Colman : Dr Martin Arrowsmith
- Helen Hayes : Leora (Lee) Tozer Arrowsmith
- Richard Bennett : Gustav Sondelius
- A.E. Anson : Professeur Max Gottlieb
- Clarence Brooks : Oliver Marchand
- Alec B. Francis : Twyford
- Claude King : Dr Tubbs
- Bert Roach : Bert Tozer
- Myrna Loy : Joyce Lanyon
- Russell Hopton : Terry Wickett
- David Landau : Vétérinaire d'état
- Lumsden Hare : Sir Robert Fairland, Gouverneur

Et, parmi les acteurs non crédités :
- Erville Alderson : Pionnier
- Beulah Bondi : Mme Tozer
- Ward Bond : Policier
- Florence Britton : Miss Twyford
- Nora Cecil : Nourrice
- Sidney De Gray : Docteur Hesselink
- Cyril Delevanti : Membre du comité
- Mike Donlin : Rôle indéfini
- Walter Downing : Employé
- Theresa Harris : La femme indigène
- Raymond Hatton : Ivrogne
- Charlotte Henry : Jeune pionnière
- George Humbert : Oncle
- DeWitt Jennings : M. Tozer
- James A. Marcus : Le vieux docteur
- Eric Mayne : Dignitaire
- Edmund Mortimer : Officier de marine
- John Qualen : Henry Novak
- Pat Somerset : Officier de marine
- Adele Watson : Mme Novak
- Bobby Watson : L'enfant
- Eric Wilton : Officier de marine

## Autour du film
- À l'origine, Howard Hawks devait tourner le film[réf. souhaitée].
- Le Prix Nobel de littérature attribué en 1930 à Sinclair Lewis a sans doute motivé la production du film[réf. souhaitée].
- Le film porte la marque de son producteur Samuel Goldwyn autant que celle de Ford[réf. souhaitée].
- Ford impose une femme moderne pour le personnage de Leora (Lee) Tozer Arrowsmith[réf. souhaitée].
- Recettes 1 250 000 dollars[réf. souhaitée].
- Un remake du film a été réalisé pour la télévision en octobre 1950 pour la série Robert Montgomery Presents.
- Le film figure dans la liste des dix meilleurs films de l'année du New York Times

## Récompenses et distinctions
- Quatre nominations aux Oscars :
  - Meilleur film ;
  - Meilleure photo ;
  - Meilleure direction artistique (Richard Day) ;
  - Meilleure adaptation.